# 新潟県道346号親柄大白川停車場線

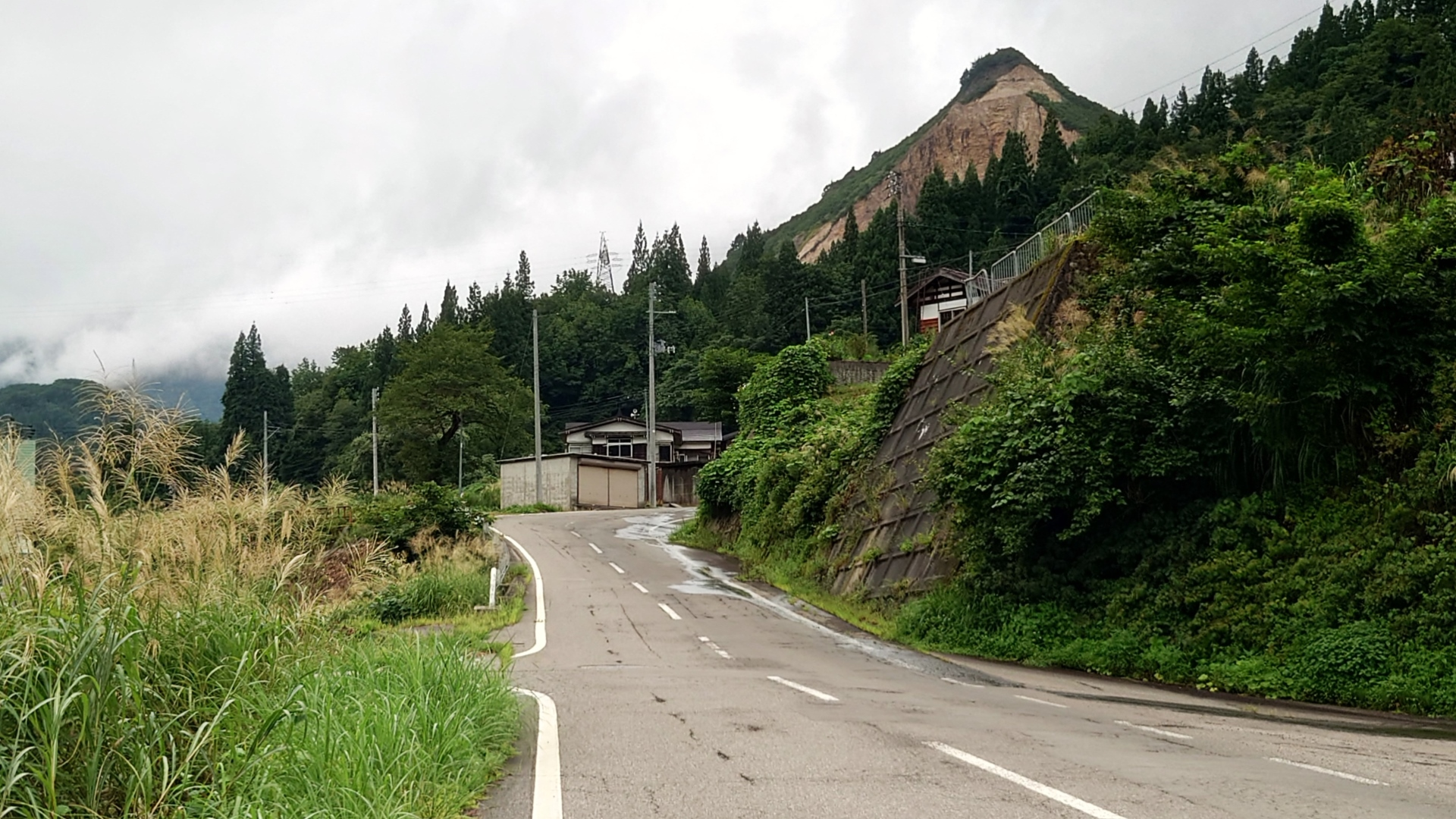
魚沼市大白川字下川原付近

新潟県道346号親柄大白川停車場線（にいがたけんどう346ごう おやがらおおしらかわていしゃじょうせん）は、新潟県魚沼市内を通る一般県道である。

## 概要
国道252に並行し破間川右岸を走る。親柄より大倉沢付近までは国道252号と重複区間であり、大倉沢より須原までは断続的に六十里越街道をトレースし、魚沼市須原字横渡りより単独区間となる。魚沼市長鳥字上段乙にて国道290号と交差し、魚沼市東野名字上段にて新潟県道552号高倉東野名線と接続し東野名橋と守門稲場橋にて2002年1月25日に崩落した旧稲葉隧道を迂回している。入広瀬地内では寿和温泉の直近を通り、魚沼市芋鞘字屋形平にて未開通区間となる。屋形平から大原スキー場の間は魚沼市道芋鞘233号線が近傍を連絡しているが、こちらも通行不能機関である。大原スキー場より守門川に沿って走り、魚沼市大白川字居平にて新潟県道385号浅草山大白川停車場線に接続、以降終点の大白川駅まで重複区間となる。

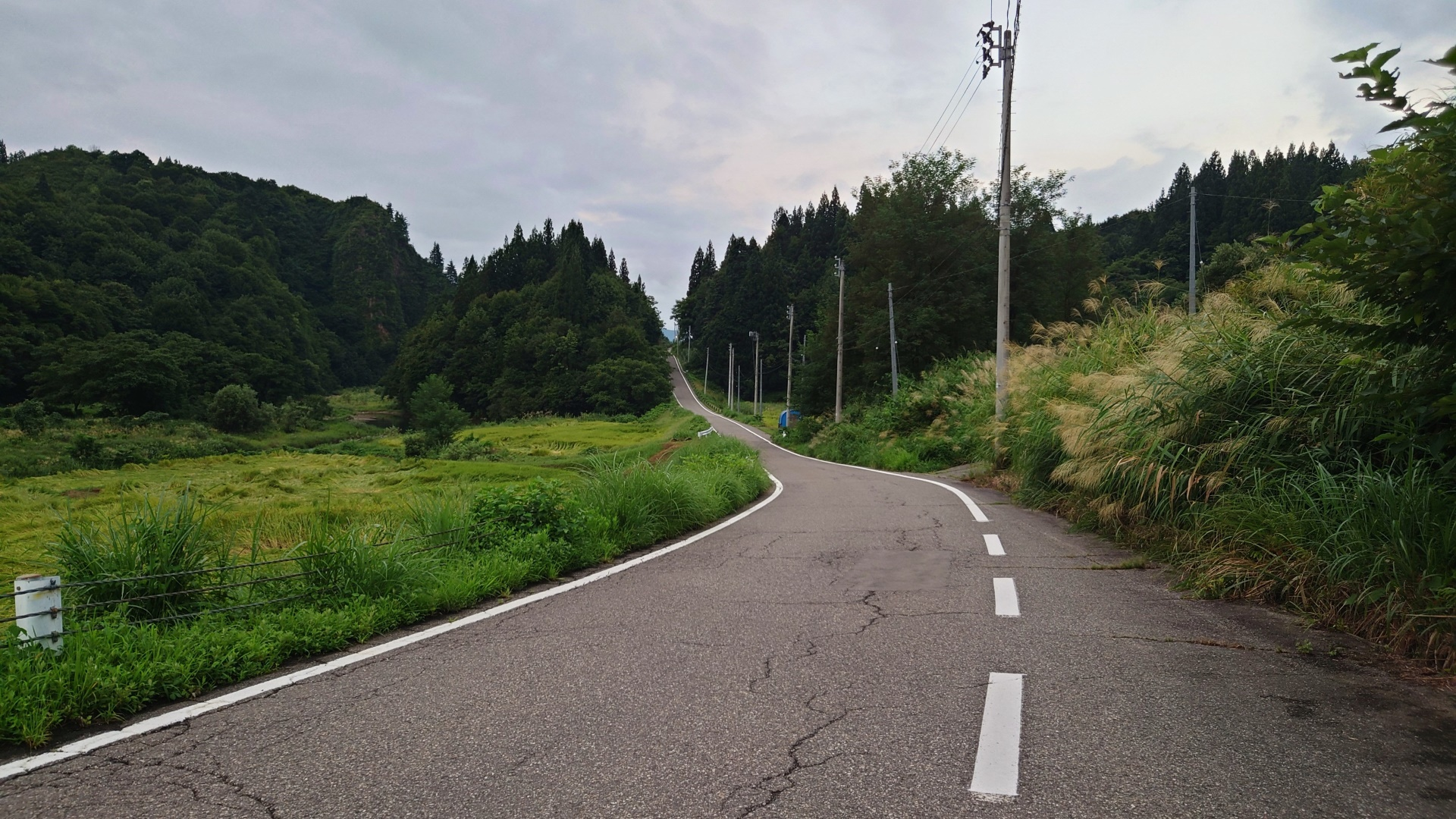
魚沼市東野名字白野付近
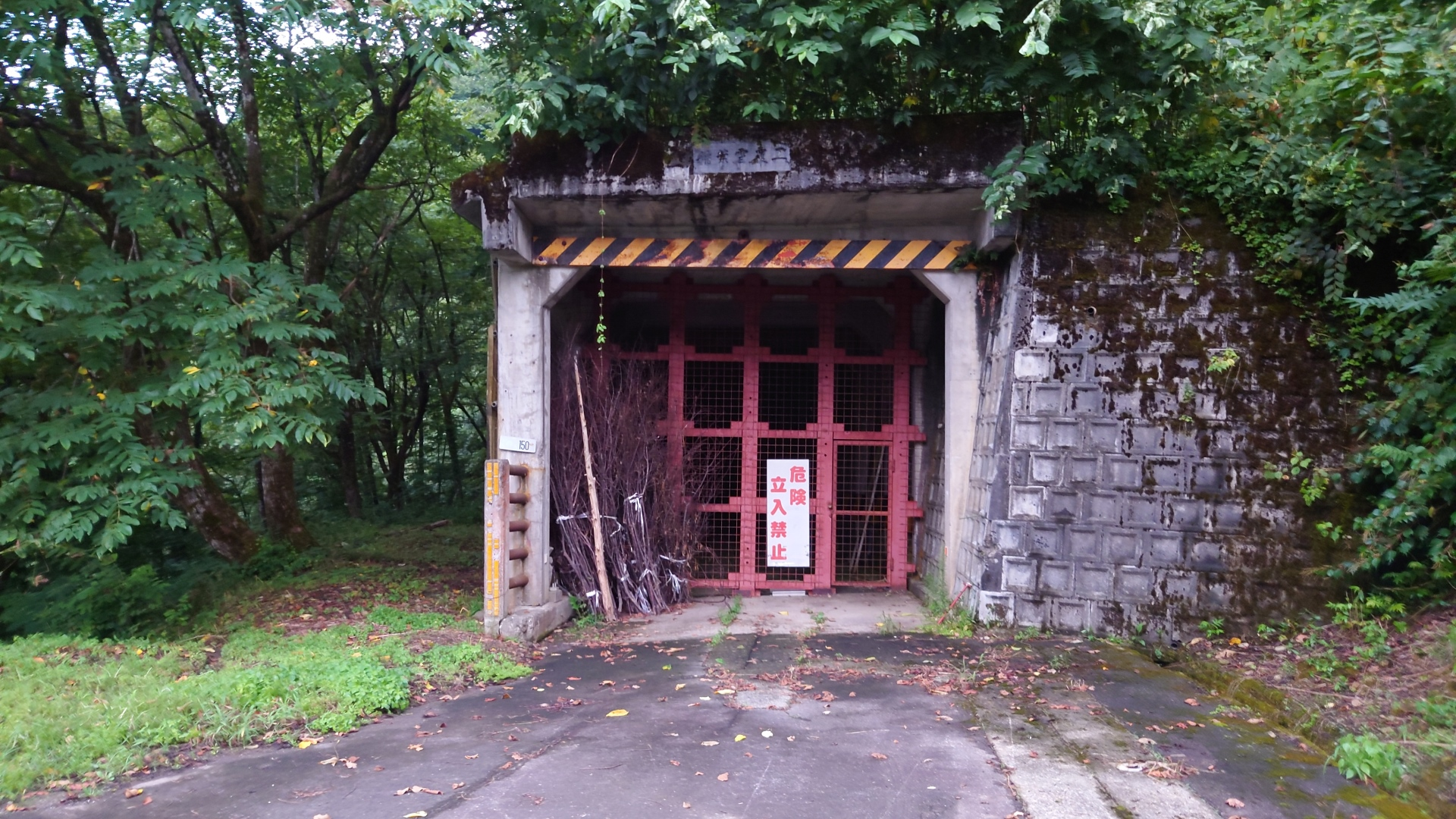
魚沼市東野名字稲場付近

### 路線データ
- 起点：新潟県魚沼市親柄（国道252号・新潟県道332号湯之谷越後広瀬停車場線交点）
- 終点：大白川停車場（新潟県魚沼市大白川字末沢）

## 地理

### 通過する自治体
- 新潟県
魚沼市

### 交差する道路
- 新潟県道332号湯之谷越後広瀬停車場線（起点：親柄交差点）
- 国道252号（親柄交差点（起点） - 魚沼市大倉沢で重複）
- 新潟県道57号栃尾守門線（魚沼市須原字宮前）
- 新潟県道449号松川須原線（魚沼市須原字五百なし）
- 国道252号（魚沼市須原字五百なし（「県道449号」交点） - 魚沼市須原で重複）
- 国道252号（魚沼市須原地内で重複）
- 国道290号・新潟県道356号半蔵金入広瀬停車場線（魚沼市長鳥）（「国道290号」・「県道356号」重複区間）
- 新潟県道552号高倉東野名線（魚沼市東野名字上段）
- 新潟県道407号貫木穴沢線（魚沼市平野又）
- 新潟県道407号貫木穴沢線（魚沼市横根（「横根簡易郵便局」西） - 魚沼市芋鞘で重複）

この間未開通区間あり（魚沼市穴沢字屋形平 - 魚沼市大白川字大原）（迂回路：なし）
- 魚沼市道（魚沼市大白川字大原）
- 新潟県道385号浅草山大白川停車場線（魚沼市大白川字本村 - 魚沼市大白川字末沢（終点）で重複）
- 国道252号（終点：魚沼市大白川字末沢、「大白川駅」東方）

### 沿線
- JR只見線
  - 越後広瀬駅 - 魚沼田中駅 - 越後須原駅 - 魚沼田中駅 - 上条駅 - 入広瀬駅 - (柿ノ木駅(廃駅)) - 大白川駅
- 魚沼市役所
  - 守門庁舎（旧・守門村役場）
  - 入広瀬庁舎（旧・入広瀬村役場）
- 魚沼市立守門中学校
- 魚沼市立入広瀬中学校
- 魚沼市立広神西小学校
- 魚沼市立須原小学校
- 魚沼市立入広瀬小学校
- JA北魚沼
  - 守門支店
  - 入広瀬支店
- 広神郵便局
- 魚沼田中郵便局
- 守門郵便局
- 上条郵便局
- 入広瀬郵便局
- 三渕沢簡易郵便局
- 横根簡易郵便局
- 大白川簡易郵便局
- 品川鐵工場 新潟工場
- Aコープ北魚沼
  - 守門店
  - 上条店
- 大倉松坂馬頭観音
- 須原スキー場
- 大原スキー場
- 寿和温泉
- 道の駅いりひろせ
- 破間川